# Hakan Yakın
Hakan Yakın (Basilea, 22 febbraio 1977) è un allenatore di calcio ed ex calciatore svizzero di origine turca.

## Biografia
Suo fratello Murat Yakın è stato anch'egli calciatore e nazionale svizzero, prima di intraprendere la carriera di allenatore. Murat ha anche allenato Hakan per qualche mese, nel 2011, ai tempi del Lucerna.

## Caratteristiche tecniche
Trequartista, può giocare anche come prima o seconda punta.

## Carriera

### Club
Considerato uno dei migliori calciatori svizzeri degli ultimi 10 anni, non ha però riscontrato grandi successi al di fuori del suo paese, giocando in squadre come Stoccarda e Galatasaray. Al Paris Saint-Germain non ha mai iniziato per via di una ferita che aveva nascosto, e in seguito alla cui scoperta il club francese lo ha rimandato a Basilea.
Dal 2005 al 2008 milita nella squadra svizzera dello Young Boys, dopo aver militato in numerose squadre svizzere ed estere.
Nella stagione 2009-2010 ha segnato 8 reti in 27 partite in Super League (Svizzera) con la maglia numero dieci del Lucerna (qualificatasi per l'Europa League), guadagnandosi la convocazione da parte del CT Ottmar Hitzfeld per i Mondiali 2010 in Sudafrica, dove la Svizzera ha disputato un buon girone (da rilevare lo storico successo per 1-0 con la blasonata Spagna) ma non è riuscita a qualificarsi agli ottavi di finale.
Il 4 ottobre 2011 Hakan Yakin annuncia il suo passaggio al Bellinzona per 6 anni a partire dal 1º gennaio 2012, dove oltre al ruolo di giocatore rivestirà quello di uomo immagine del Bellinzona dopo il calcio giocato e contribuirà, con la sua immagine, alla promozione del nuovo stadio cittadino. Lo stesso giorno annuncia di porre fine alla sua carriera internazionale con la maglia della nazionale rossocrociata.

### Nazionale
Yakin ha fatto parte della rosa della nazionale elvetica per il campionato del mondo 2006 in Germania come sostituto di Johan Vonlanthen, infortunatosi prima dell'inizio dell'evento. Successivamente, ha partecipato anche agli Europei casalinghi del 2008 dopo una stagione ad alto livello, nella quale è risultato capocannoniere del campionato svizzero con lo Young Boys.

A Euro 2008 ha segnato tre gol (uno contro la Turchia e due contro il Portogallo), diventando il capocannoniere della Nazionale svizzera in questa competizione. La sua doppietta contro i portoghesi, con gli elvetici già eliminati, ha permesso alla Svizzera di conseguire la prima vittoria ad un Europeo. Quando ha segnato contro la Turchia non ha esultato perché di origine turca.

## Statistiche
Statistiche aggiornate al 30 settembre 2012.

### Presenze e reti nei club
| Stagione            | Squadra             | Campionato          | Campionato | Campionato | Coppe nazionali | Coppe nazionali | Coppe nazionali | Coppe internazionali | Coppe internazionali | Coppe internazionali | Altre coppe | Altre coppe | Altre coppe | Totale | Totale |
| Stagione            | Squadra             | Comp                | Pres       | Reti       | Comp            | Pres            | Reti            | Comp                 | Pres                 | Reti                 | Comp        | Pres        | Reti        | Pres   | Reti   |
| ------------------- | ------------------- | ------------------- | ---------- | ---------- | --------------- | --------------- | --------------- | -------------------- | -------------------- | -------------------- | ----------- | ----------- | ----------- | ------ | ------ |
| 1994-1995           | Concordia Basilea   | PL                  | 9          | 4          | -               | -               | -               | -                    | -                    | -                    | -           | -           | -           | 9      | 4      |
| 1995-1996           | Basilea             | LNA                 | 34         | 6          | CS              | ?               | ?               | -                    | -                    | -                    | -           | -           | -           | 34     | 6      |
| 1996-1997           | Basilea             | LNA                 | 25         | 3          | CS              | ?               | ?               | -                    | -                    | -                    | -           | -           | -           | 25     | 3      |
| 1997                | Grasshoppers        | LNA                 | 11         | 1          | CS              | ?               | ?               | CU                   | ?                    | ?                    | -           | -           | -           | 11     | 1      |
| 1998                | San Gallo           | LNA                 | 14         | 1          | CS              | ?               | ?               | -                    | -                    | -                    | -           | -           | -           | 14     | 1      |
| 1998                | San Gallo           | LNA                 | 20         | 7          | CS              | ?               | ?               | -                    | -                    | -                    | -           | -           | -           | 20     | 7      |
| Totale San Gallo    | Totale San Gallo    | Totale San Gallo    | 34         | 8          |                 | ?               | ?               |                      | -                    | -                    |             | -           | -           | 34     | 8      |
| 1999                | Grasshoppers        | LNA                 | 6          | 2          | CS              | ?               | ?               | UCL                  | ?                    | ?                    | -           | -           | -           | 6      | 2      |
| 1999-2000           | Grasshoppers        | LNA                 | 29         | 10         | CS              | ?               | ?               | CU                   | ?                    | ?                    | -           | -           | -           | 29     | 10     |
| 2000                | Grasshoppers        | LNA                 | 19         | 10         | CS              | ?               | ?               | -                    | -                    | -                    | -           | -           | -           | 19     | 10     |
| Totale Grasshoppers | Totale Grasshoppers | Totale Grasshoppers | 55         | 23         |                 | ?               | ?               |                      | ?                    | ?                    |             | -           | -           | 55+    | 23+    |
| 2001                | Basilea             | LNA                 | 12         | 4          | CS              | ?               | ?               | CU                   | ?                    | ?                    | -           | -           | -           | 12     | 4      |
| 2001-2002           | Basilea             | LNA                 | 27         | 14         | CS              | ?               | ?               | -                    | -                    | -                    | -           | -           | -           | 27     | 14     |
| 2002-2003           | Basilea             | LNA                 | 27         | 13         | CS              | ?               | ?               | UCL                  | 12                   | 3                    | -           | -           | -           | 39     | 16     |
| 2003                | Paris Saint-Germain | L1                  | 0          | 0          | CF              | 0               | 0               | -                    | -                    | -                    | -           | -           | -           | 0      | 0      |
| 2003-2004           | Basilea             | ASL                 | 6          | 3          | CS              | ?               | ?               | CU                   | 2                    | 0                    | -           | -           | -           | 8      | 3      |
| Totale Basilea      | Totale Basilea      | Totale Basilea      | 128        | 43         |                 | ?               | ?               |                      | 14+                  | 3+                   |             | -           | -           | 142+   | 46+    |
| 2003-2004           | Stoccarda           | BL                  | 8          | 0          | CG              | ?               | ?               | -                    | -                    | -                    | -           | -           | -           | 8      | 0      |
| 2004-2005           | Stoccarda           | BL                  | 1          | 0          | CG              | 1               | 0               | -                    | -                    | -                    | DFL-L       | 1           | 0           | 3      | 0      |
| Totale Stoccarda    | Totale Stoccarda    | Totale Stoccarda    | 9          | 0          |                 | 1+              | 0+              |                      | -                    | -                    |             | 1           | 0           | 11+    | 0+     |
| 2005                | Galatasaray         | SL                  | 3          | 5          | CT              | ?               | ?               | -                    | -                    | -                    | -           | -           | -           | 3+     | 5+     |
| 2005-2006           | Young Boys          | ASL                 | 20         | 6          | CS              | 2               | 0               | -                    | -                    | -                    | -           | -           | -           | 22     | 6      |
| 2006-2007           | Young Boys          | ASL                 | 32         | 10         | CS              | 4               | 1               | CU                   | 2                    | 1                    | -           | -           | -           | 38     | 12     |
| 2007-2008           | Young Boys          | ASL                 | 32         | 24         | CS              | 4               | 0               | CU                   | 2                    | 0                    | -           | -           | -           | 38     | 24     |
| Totale Young Boys   | Totale Young Boys   | Totale Young Boys   | 84         | 40         |                 | 10              | 1               |                      | 4                    | 1                    |             | -           | -           | 98     | 42     |
| 2008-2009           | Al-Gharafa          | QL                  | 15         | 5          | -               | -               | -               | -                    | -                    | -                    | -           | -           | -           | 15     | 5      |
| 2009-2010           | Lucerna             | ASL                 | 29         | 10         | CS              | 4               | 2               | -                    | -                    | -                    | -           | -           | -           | 33     | 12     |
| 2010-2011           | Lucerna             | ASL                 | 32         | 12         | CS              | 3               | 0               | UEL                  | 2                    | 0                    | -           | -           | -           | 37     | 12     |
| lug.-dic. 2011      | Lucerna             | ASL                 | 18         | 4          | CS              | 2               | 1               | -                    | -                    | -                    | -           | -           | -           | 20     | 5      |
| Totale Lucerna      | Totale Lucerna      | Totale Lucerna      | 79         | 26         |                 | 9               | 3               |                      | 2                    | 0                    |             | -           | -           | 90     | 29     |
| gen.-giu. 2012      | Bellinzona          | ChL                 | 14         | 6          | -               | -               | -               | -                    | -                    | -                    | -           | -           | -           | 14     | 6      |
| 2012-2013           | Bellinzona          | ChL                 | 7          | 3          | CS              | 0               | 0               | -                    | -                    | -                    | -           | -           | -           | 7      | 3      |
| Totale Bellinzona   | Totale Bellinzona   | Totale Bellinzona   | 21         | 9          |                 | 0               | 0               |                      | -                    | -                    |             | -           | -           | 21     | 9      |
| Totale carriera     | Totale carriera     | Totale carriera     | 437        | 163        |                 | 20+             | 4+              |                      | 20+                  | 4+                   |             | 1           | 0           | 478+   | 171+   |

### Cronologia presenze e reti in Nazionale
| Cronologia completa delle presenze e delle reti in nazionale ― Svizzera | Cronologia completa delle presenze e delle reti in nazionale ― Svizzera | Cronologia completa delle presenze e delle reti in nazionale ― Svizzera | Cronologia completa delle presenze e delle reti in nazionale ― Svizzera | Cronologia completa delle presenze e delle reti in nazionale ― Svizzera | Cronologia completa delle presenze e delle reti in nazionale ― Svizzera | Cronologia completa delle presenze e delle reti in nazionale ― Svizzera | Cronologia completa delle presenze e delle reti in nazionale ― Svizzera |
| Data                                                                    | Città                                                                   | In casa                                                                 | Risultato                                                               | Ospiti                                                                  | Competizione                                                            | Reti                                                                    | Note                                                                    |
| ----------------------------------------------------------------------- | ----------------------------------------------------------------------- | ----------------------------------------------------------------------- | ----------------------------------------------------------------------- | ----------------------------------------------------------------------- | ----------------------------------------------------------------------- | ----------------------------------------------------------------------- | ----------------------------------------------------------------------- |
| 19-2-2000                                                               | Mascate                                                                 | Oman                                                                    | 1 – 4                                                                   | Svizzera                                                                | Amichevole                                                              | 1                                                                       |                                                                         |
| 23-2-2000                                                               | Mascate                                                                 | Emirati Arabi Uniti                                                     | 1 – 0                                                                   | Svizzera                                                                | Amichevole                                                              | -                                                                       |                                                                         |
| 29-3-2000                                                               | Lugano                                                                  | Svizzera                                                                | 2 – 2                                                                   | Norvegia                                                                | Amichevole                                                              | -                                                                       |                                                                         |
| 26-4-2000                                                               | Kaiserslautern                                                          | Germania                                                                | 1 – 1                                                                   | Svizzera                                                                | Amichevole                                                              | 1                                                                       |                                                                         |
| 16-8-2000                                                               | San Gallo                                                               | Svizzera                                                                | 2 – 2                                                                   | Grecia                                                                  | Amichevole                                                              | 1                                                                       |                                                                         |
| 2-9-2000                                                                | Zurigo                                                                  | Svizzera                                                                | 0 – 1                                                                   | Russia                                                                  | Qual. Mondiali 2002                                                     | -                                                                       |                                                                         |
| 15-11-2000                                                              | Tunisi                                                                  | Tunisia                                                                 | 1 – 1                                                                   | Svizzera                                                                | Amichevole                                                              | -                                                                       |                                                                         |
| 28-2-2001                                                               | Larnaca                                                                 | Polonia                                                                 | 4 – 0                                                                   | Svizzera                                                                | Amichevole                                                              | -                                                                       |                                                                         |
| 24-3-2001                                                               | Belgrado                                                                | Jugoslavia                                                              | 1 – 1                                                                   | Svizzera                                                                | Qual. Mondiali 2002                                                     | -                                                                       |                                                                         |
| 28-3-2001                                                               | Zurigo                                                                  | Svizzera                                                                | 5 – 0                                                                   | Lussemburgo                                                             | Qual. Mondiali 2002                                                     | -                                                                       |                                                                         |
| 15-8-2001                                                               | Vienna                                                                  | Austria                                                                 | 1 – 2                                                                   | Svizzera                                                                | Amichevole                                                              | 1                                                                       |                                                                         |
| 1-9-2001                                                                | Basilea                                                                 | Svizzera                                                                | 1 – 2                                                                   | Jugoslavia                                                              | Qual. Mondiali 2002                                                     | 1                                                                       |                                                                         |
| 6-10-2001                                                               | Mosca                                                                   | Russia                                                                  | 4 – 0                                                                   | Svizzera                                                                | Qual. Mondiali 2002                                                     | -                                                                       |                                                                         |
| 12-2-2002                                                               | Nicosia                                                                 | Cipro                                                                   | 1 – 1 dts (4 – 2 dtr)                                                   | Svizzera                                                                | Amichevole                                                              | 1                                                                       |                                                                         |
| 13-2-2002                                                               | Budapest                                                                | Ungheria                                                                | 1 – 2                                                                   | Svizzera                                                                | Amichevole                                                              | 1                                                                       |                                                                         |
| 27-3-2002                                                               | Stoccolma                                                               | Svezia                                                                  | 1 – 1                                                                   | Svizzera                                                                | Amichevole                                                              | -                                                                       |                                                                         |
| 15-5-2002                                                               | San Gallo                                                               | Svizzera                                                                | 1 – 3                                                                   | Canada                                                                  | Amichevole                                                              | -                                                                       |                                                                         |
| 21-8-2002                                                               | Basilea                                                                 | Svizzera                                                                | 3 – 2                                                                   | Austria                                                                 | Amichevole                                                              | 1                                                                       |                                                                         |
| 8-9-2002                                                                | Basilea                                                                 | Svizzera                                                                | 4 – 1                                                                   | Georgia                                                                 | Qual. Euro 2004                                                         | 1                                                                       |                                                                         |
| 12-10-2002                                                              | Tirana                                                                  | Albania                                                                 | 1 – 1                                                                   | Svizzera                                                                | Qual. Euro 2004                                                         | -                                                                       |                                                                         |
| 16-10-2002                                                              | Dublino                                                                 | Irlanda                                                                 | 1 – 2                                                                   | Svizzera                                                                | Qual. Euro 2004                                                         | 1                                                                       |                                                                         |
| 12-2-2003                                                               | Nova Gorica                                                             | Slovenia                                                                | 1 – 5                                                                   | Svizzera                                                                | Amichevole                                                              | 1                                                                       |                                                                         |
| 2-4-2003                                                                | Tbilisi                                                                 | Georgia                                                                 | 0 – 0                                                                   | Svizzera                                                                | Qual. Euro 2004                                                         | -                                                                       |                                                                         |
| 30-4-2003                                                               | Lancy                                                                   | Svizzera                                                                | 1 – 2                                                                   | Italia                                                                  | Amichevole                                                              | -                                                                       |                                                                         |
| 7-6-2003                                                                | Basilea                                                                 | Svizzera                                                                | 2 – 2                                                                   | Russia                                                                  | Qual. Euro 2004                                                         | -                                                                       |                                                                         |
| 11-6-2003                                                               | Losanna                                                                 | Svizzera                                                                | 3 – 2                                                                   | Albania                                                                 | Qual. Euro 2004                                                         | -                                                                       |                                                                         |
| 11-10-2003                                                              | Zurigo                                                                  | Svizzera                                                                | 2 – 0                                                                   | Irlanda                                                                 | Qual. Euro 2004                                                         | 1                                                                       |                                                                         |
| 18-2-2004                                                               | Rabat                                                                   | Marocco                                                                 | 2 – 1                                                                   | Svizzera                                                                | Amichevole                                                              | -                                                                       |                                                                         |
| 31-3-2004                                                               | Candia                                                                  | Grecia                                                                  | 1 – 0                                                                   | Svizzera                                                                | Amichevole                                                              | -                                                                       |                                                                         |
| 28-4-2004                                                               | Lancy                                                                   | Svizzera                                                                | 2 – 1                                                                   | Slovenia                                                                | Amichevole                                                              | 1                                                                       |                                                                         |
| 2-6-2004                                                                | Losanna                                                                 | Svizzera                                                                | 0 – 2                                                                   | Germania                                                                | Amichevole                                                              | -                                                                       |                                                                         |
| 6-6-2004                                                                | Zurigo                                                                  | Svizzera                                                                | 1 – 0                                                                   | Liechtenstein                                                           | Amichevole                                                              | -                                                                       |                                                                         |
| 13-6-2004                                                               | Leiria                                                                  | Croazia                                                                 | 0 – 0                                                                   | Svizzera                                                                | Euro 2004 - 1º turno                                                    | -                                                                       |                                                                         |
| 17-6-2004                                                               | Coimbra                                                                 | Inghilterra                                                             | 3 – 0                                                                   | Svizzera                                                                | Euro 2004 - 1º turno                                                    | -                                                                       |                                                                         |
| 21-6-2004                                                               | Coimbra                                                                 | Svizzera                                                                | 1 – 3                                                                   | Francia                                                                 | Euro 2004 - 1º turno                                                    | -                                                                       |                                                                         |
| 18-8-2004                                                               | San Gallo                                                               | Svizzera                                                                | 0 – 0                                                                   | Irlanda del Nord                                                        | Amichevole                                                              | -                                                                       |                                                                         |
| 4-9-2004                                                                | Basilea                                                                 | Svizzera                                                                | 6 – 0                                                                   | Fær Øer                                                                 | Qual. Mondiali 2006                                                     | -                                                                       |                                                                         |
| 8-9-2004                                                                | Zurigo                                                                  | Svizzera                                                                | 1 – 1                                                                   | Irlanda                                                                 | Qual. Mondiali 2006                                                     | 1                                                                       |                                                                         |
| 9-10-2004                                                               | Tel Aviv                                                                | Israele                                                                 | 2 – 2                                                                   | Svizzera                                                                | Qual. Mondiali 2006                                                     | -                                                                       |                                                                         |
| 9-2-2005                                                                | Dubai                                                                   | Emirati Arabi Uniti                                                     | 1 – 2                                                                   | Svizzera                                                                | Amichevole                                                              | -                                                                       |                                                                         |
| 30-3-2005                                                               | Zurigo                                                                  | Svizzera                                                                | 1 – 0                                                                   | Cipro                                                                   | Qual. Mondiali 2006                                                     | -                                                                       |                                                                         |
| 17-8-2005                                                               | Oslo                                                                    | Norvegia                                                                | 0 – 2                                                                   | Svizzera                                                                | Amichevole                                                              | -                                                                       |                                                                         |
| 3-9-2005                                                                | Basilea                                                                 | Svizzera                                                                | 1 – 1                                                                   | Israele                                                                 | Qual. Mondiali 2006                                                     | -                                                                       |                                                                         |
| 7-9-2005                                                                | Nicosia                                                                 | Cipro                                                                   | 1 – 3                                                                   | Svizzera                                                                | Qual. Mondiali 2006                                                     | -                                                                       |                                                                         |
| 31-5-2006                                                               | Ginevra                                                                 | Svizzera                                                                | 1 – 1                                                                   | Italia                                                                  | Amichevole                                                              | -                                                                       |                                                                         |
| 3-6-2006                                                                | Zurigo                                                                  | Svizzera                                                                | 4 – 1                                                                   | Cina                                                                    | Amichevole                                                              | -                                                                       |                                                                         |
| 19-6-2006                                                               | Dortmund                                                                | Togo                                                                    | 0 – 2                                                                   | Svizzera                                                                | Mondiali 2006 - 1º turno                                                | -                                                                       |                                                                         |
| 23-6-2006                                                               | Hannover                                                                | Svizzera                                                                | 2 – 0                                                                   | Corea del Sud                                                           | Mondiali 2006 - 1º turno                                                | -                                                                       |                                                                         |
| 26-6-2006                                                               | Colonia                                                                 | Svizzera                                                                | 0 – 0 dts (0 – 3 dtr)                                                   | Ucraina                                                                 | Mondiali 2006 - Ottavi di finale                                        | -                                                                       |                                                                         |
| 2-9-2006                                                                | Basilea                                                                 | Svizzera                                                                | 1 – 0                                                                   | Venezuela                                                               | Amichevole                                                              | -                                                                       |                                                                         |
| 11-10-2006                                                              | Innsbruck                                                               | Austria                                                                 | 2 – 1                                                                   | Svizzera                                                                | Amichevole                                                              | -                                                                       |                                                                         |
| 15-11-2006                                                              | Basilea                                                                 | Svizzera                                                                | 1 – 2                                                                   | Brasile                                                                 | Amichevole                                                              | -                                                                       |                                                                         |
| 7-2-2007                                                                | Mönchengladbach                                                         | Germania                                                                | 3 – 1                                                                   | Svizzera                                                                | Amichevole                                                              | -                                                                       |                                                                         |
| 22-3-2007                                                               | Fort Lauderdale                                                         | Giamaica                                                                | 0 – 2                                                                   | Svizzera                                                                | Amichevole                                                              | -                                                                       |                                                                         |
| 25-3-2007                                                               | Miami                                                                   | Colombia                                                                | 3 – 1                                                                   | Svizzera                                                                | Amichevole                                                              | -                                                                       |                                                                         |
| 2-6-2007                                                                | Basilea                                                                 | Svizzera                                                                | 0 – 0                                                                   | Argentina                                                               | Amichevole                                                              | -                                                                       |                                                                         |
| 22-8-2007                                                               | Lancy                                                                   | Svizzera                                                                | 2 – 1                                                                   | Paesi Bassi                                                             | Amichevole                                                              | -                                                                       |                                                                         |
| 7-9-2007                                                                | Vienna                                                                  | Cile                                                                    | 1 – 2                                                                   | Svizzera                                                                | Amichevole                                                              | -                                                                       |                                                                         |
| 11-9-2007                                                               | Klagenfurt am Wörthersee                                                | Giappone                                                                | 4 – 3                                                                   | Svizzera                                                                | Amichevole                                                              | -                                                                       |                                                                         |
| 13-10-2007                                                              | Zurigo                                                                  | Svizzera                                                                | 3 – 1                                                                   | Austria                                                                 | Amichevole                                                              | 1                                                                       |                                                                         |
| 17-10-2007                                                              | Basilea                                                                 | Svizzera                                                                | 0 – 1                                                                   | Stati Uniti                                                             | Amichevole                                                              | -                                                                       |                                                                         |
| 20-11-2007                                                              | Zurigo                                                                  | Svizzera                                                                | 0 – 1                                                                   | Nigeria                                                                 | Amichevole                                                              | -                                                                       |                                                                         |
| 6-2-2008                                                                | Manchester                                                              | Inghilterra                                                             | 2 – 1                                                                   | Svizzera                                                                | Amichevole                                                              | -                                                                       |                                                                         |
| 26-3-2008                                                               | Basilea                                                                 | Svizzera                                                                | 0 – 4                                                                   | Germania                                                                | Amichevole                                                              | -                                                                       |                                                                         |
| 24-5-2008                                                               | Lugano                                                                  | Svizzera                                                                | 2 – 0                                                                   | Slovacchia                                                              | Amichevole                                                              | -                                                                       |                                                                         |
| 30-5-2008                                                               | Ginevra                                                                 | Svizzera                                                                | 3 – 0                                                                   | Liechtenstein                                                           | Amichevole                                                              | -                                                                       |                                                                         |
| 7-6-2008                                                                | Basilea                                                                 | Svizzera                                                                | 0 – 1                                                                   | Rep. Ceca                                                               | Euro 2008 - 1º turno                                                    | -                                                                       |                                                                         |
| 11-6-2008                                                               | Basilea                                                                 | Svizzera                                                                | 1 – 2                                                                   | Turchia                                                                 | Euro 2008 - 1º turno                                                    | 1                                                                       |                                                                         |
| 15-6-2008                                                               | Basilea                                                                 | Svizzera                                                                | 2 – 0                                                                   | Portogallo                                                              | Euro 2008 - 1º turno                                                    | 2                                                                       |                                                                         |
| 20-8-2008                                                               | Lancy                                                                   | Svizzera                                                                | 4 – 1                                                                   | Cipro                                                                   | Amichevole                                                              | 1                                                                       |                                                                         |
| 6-9-2008                                                                | Ramat Gan                                                               | Israele                                                                 | 2 – 2                                                                   | Svizzera                                                                | Qual. Mondiali 2010                                                     | 1                                                                       |                                                                         |
| 10-9-2008                                                               | Zurigo                                                                  | Svizzera                                                                | 1 – 2                                                                   | Lussemburgo                                                             | Qual. Mondiali 2010                                                     | -                                                                       |                                                                         |
| 11-10-2008                                                              | San Gallo                                                               | Svizzera                                                                | 2 – 1                                                                   | Lettonia                                                                | Qual. Mondiali 2010                                                     | -                                                                       |                                                                         |
| 15-10-2008                                                              | Il Pireo                                                                | Grecia                                                                  | 1 – 2                                                                   | Svizzera                                                                | Qual. Mondiali 2010                                                     | -                                                                       |                                                                         |
| 19-11-2008                                                              | San Gallo                                                               | Svizzera                                                                | 1 – 0                                                                   | Finlandia                                                               | Amichevole                                                              | -                                                                       |                                                                         |
| 11-2-2009                                                               | Lancy                                                                   | Svizzera                                                                | 1 – 1                                                                   | Bulgaria                                                                | Amichevole                                                              | -                                                                       |                                                                         |
| 12-8-2009                                                               | Basilea                                                                 | Svizzera                                                                | 0 – 0                                                                   | Italia                                                                  | Amichevole                                                              | -                                                                       |                                                                         |
| 5-9-2009                                                                | Basilea                                                                 | Svizzera                                                                | 2 – 0                                                                   | Grecia                                                                  | Qual. Mondiali 2010                                                     | -                                                                       |                                                                         |
| 9-9-2009                                                                | Riga                                                                    | Lettonia                                                                | 2 – 2                                                                   | Svizzera                                                                | Qual. Mondiali 2010                                                     | -                                                                       |                                                                         |
| 10-10-2009                                                              | Lussemburgo                                                             | Lussemburgo                                                             | 0 – 3                                                                   | Svizzera                                                                | Qual. Mondiali 2010                                                     | -                                                                       |                                                                         |
| 5-6-2010                                                                | Lancy                                                                   | Svizzera                                                                | 1 – 1                                                                   | Italia                                                                  | Amichevole                                                              | -                                                                       |                                                                         |
| 16-6-2010                                                               | Durban                                                                  | Svizzera                                                                | 1 – 0                                                                   | Spagna                                                                  | Mondiali 2010 - 1º turno                                                | -                                                                       |                                                                         |
| 25-6-2010                                                               | Bloemfontein                                                            | Honduras                                                                | 0 – 0                                                                   | Svizzera                                                                | Mondiali 2010 - 1º turno                                                | -                                                                       |                                                                         |
| 11-8-2010                                                               | Klagenfurt am Wörthersee                                                | Austria                                                                 | 0 – 1                                                                   | Svizzera                                                                | Amichevole                                                              | -                                                                       |                                                                         |
| 8-10-2010                                                               | Podgorica                                                               | Montenegro                                                              | 1 – 0                                                                   | Svizzera                                                                | Qual. Euro 2012                                                         | -                                                                       |                                                                         |
| 17-11-2010                                                              | Lancy                                                                   | Svizzera                                                                | 2 – 2                                                                   | Ucraina                                                                 | Amichevole                                                              | -                                                                       |                                                                         |
| 9-2-2011                                                                | Ta' Qali                                                                | Malta                                                                   | 0 – 0                                                                   | Svizzera                                                                | Amichevole                                                              | -                                                                       |                                                                         |
| Totale                                                                  |                                                                         | Presenze                                                                | 87                                                                      |                                                                         | Reti                                                                    | 20                                                                      |                                                                         |

## Palmarès

### Club

#### Competizioni nazionali
- Campionato svizzero: 2

Grasshopper: 2000-01
Basilea: 2001-02
- Coppa Svizzera: 2

Basilea: 2001-2002, 2002-2003
- Coppa di Turchia: 1

Galatasaray: 2004-05
- Q-League: 1

Al-Gharafa: 2008-09

### Individuale
- Capocannoniere del Campionato svizzero: 1

2007-2008 (24 reti)